# Dimitris Avramopoulos
Dimitris Avramopoulos (Grieks: Δημήτρης Αβραμόπουλος), (Athene, 6 juni 1953) is een Grieks politicus en diplomaat.

## Levensloop
Avramopoulos heeft zijn Bachelor of Arts rechten en politicologie aan de Universiteit van Athene behaald. Hierna heeft hij een postdoctorale opleiding gevolgd aan de  Université libre de Bruxelles te Brussel en in Boston. Vervolgens volgde hij een opleiding  aan de diplomatieke academie van het Griekse ministerie van Binnenlandse Zaken. Deze opleiding heeft hij in 1980 afgerond. Vanaf 1981 tot 1993 was hij diplomaat. Vanaf 1983 tot 1988 was hij consul in België en van 1989 tot 1991 was hij speciale diplomatieke adviseur van Konstantinos Mitsotakis en in 1992 werd hij vertegenwoordiger bij de Organisatie voor Veiligheid en Samenwerking in Europa en vertegenwoordiger van het Griekse ministerie van Buitenlandse Zaken en consul-generaal in Genève. In 1993 was hij directeur van het Griekse Corps diplomatique.
Tevens is hij benoemd tot Honorary Professor aan de Technische Staatsuniversiteit van Moskou en aan de Universiteit van Peking.
Avramopoulos was van 2013 tot 2014 minister van Defensie in het kabinet-Samaras. Hij was acht jaar lang burgemeester van Athene en heeft meerdere ministersposten bekleed in voorgaande kabinetten.
Vanaf 1 november 2014 is Avramopoulos Europees commissaris in de commissie-Juncker, verantwoordelijk voor Migratie, Binnenlandse Zaken en Burgerschap.

## Persoonlijk leven
Avramopoulos is gehuwd en heeft twee zonen. Hij spreekt naast Grieks Engels, Frans en Spaans.
Vytenis Andriukaitis · Andrus Ansip (tot 2 juli 2019) · Dimitris Avramopoulos · Elżbieta Bieńkowska · Violeta Bulc · Miguel Arias Cañete  · Corina Crețu (tot 2 juli 2019) · Valdis Dombrovskis  · Marija Gabriel (vanaf 4 juli 2017) · Kristalina Georgieva (tot 1 januari 2017) · Johannes Hahn · Jonathan Hill (tot 15 juli 2016) · Phil Hogan  · Věra Jourová · Jean-Claude Juncker · Jyrki Katainen · Julian King (vanaf 19 september 2016) · Cecilia Malmström · Neven Mimica · Carlos Moedas · Federica Mogherini · Pierre Moscovici · Tibor Navracsics · Günther Oettinger · Maroš Šefčovič · Christos Stylianides · Marianne Thyssen · Frans Timmermans · Karmenu Vella · Margrethe Vestager